# Vörös csillag

Vörös csillag

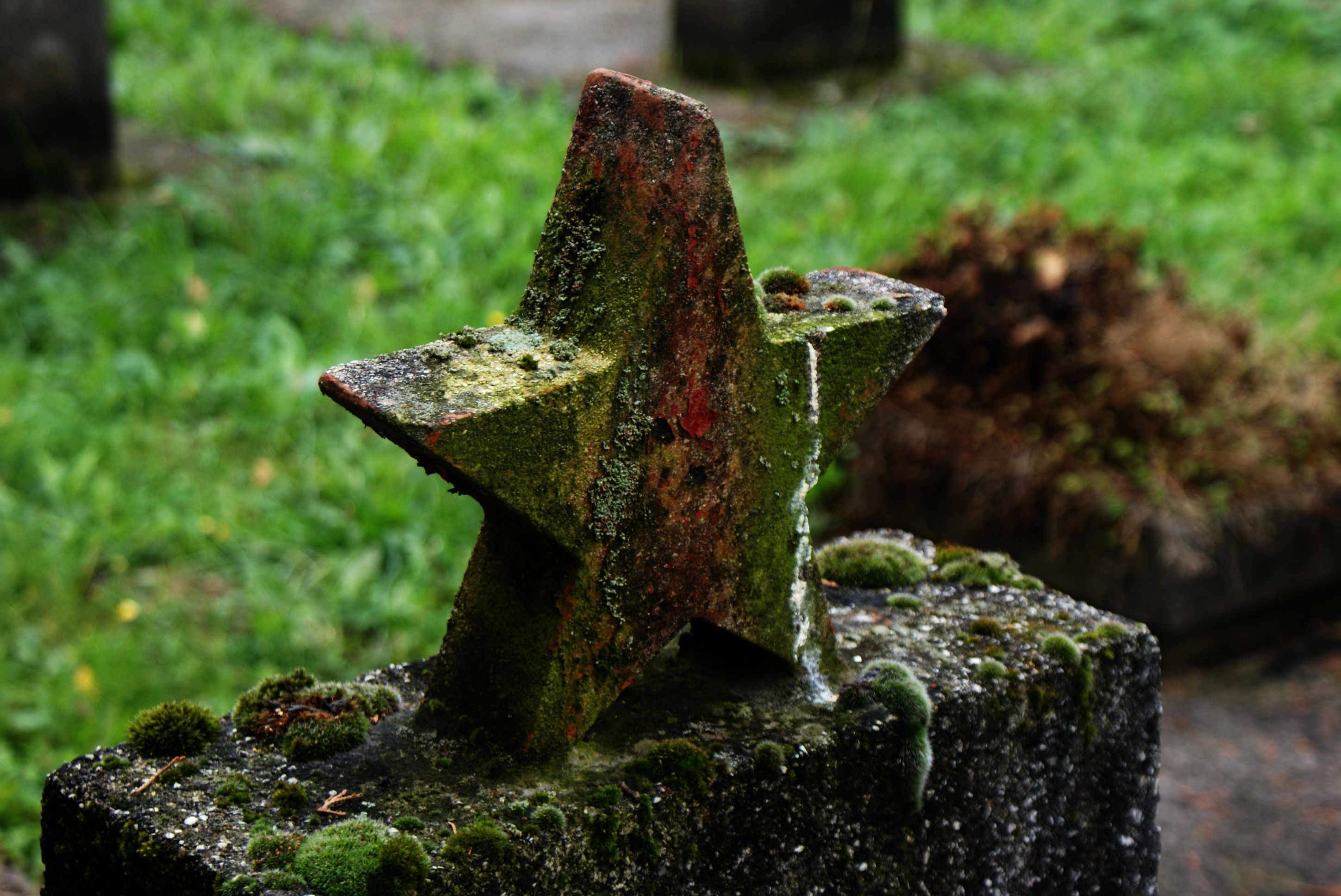
Mohával borított vörös csillag

Az ötágú (pentagramma) vörös csillag (★, a Büntető törvénykönyvben és az Alkotmánybíróság döntésében „vörös csillag”) vörös színnel kitöltött szabályos ötágú csillag, a 20. századi történelem egyik meghatározó politikai jelképe.
Tömegesen az 1910-es évek végén tűnt fel, amikor az első világháború Európa több országában kommunista forradalmakba torkollott.[forrás?] A Vörös Hadsereg, a Magyarországi Tanácsköztársaság és a Bajor Tanácsköztársaság egyenruházatának legjellemzőbb internacionalista szimbóluma volt. Később a szocialista világrendszer országainak zászlóiban, címereiben, katonai jelzéseiben kapott szerepet.
Magyarországon a régi Btk. 269/B. § (1) szerint mint önkényuralmi jelképnek tiltott volt a használata. Jelenleg az önkényuralmi jelképekről az új Btk. 335. §-a rendelkezik, szűkítve a tilalmazás körét az olyan esetekre, amikor a használat a köznyugalom megzavarására alkalmas.
Mindezeken túl a kommunizmustól függetlenül a vörös csillag általános szimbólumként számos ma is hivatalos zászlóban, címerben, valamint emblémában megtalálható és mint dekorációs díszítőelem is gyakori.

## Jelentése
Szimbolikája nem tisztázott, leggyakoribb értelmezése szerint az öt világrészt jelképezi, a „Világ proletárjai, egyesüljetek!” jelszavának megfelelően, vagy a munkáskéz öt ujját, esetleg a proletárforradalomban részt vevő öt alapvető társadalmi csoportot, a munkásságot, a parasztságot, az értelmiséget, az ifjúságot és a katonákat. Vannak olyan interpretációk, amelyek a szabadkőművesek pentagrammájával vagy a Dávid-csillaggal, sőt a betlehemi csillaggal hozzák összefüggésbe.
Ötágú vörös csillag található még Algéria és Tunézia zászlóján, ahol az iszlám öt pillérét szimbolizálja, szemben Marokkó és Irak zászlajával, ahol az ötágú csillagok színe zöld, az iszlám hagyományos színének megfelelően, valamint a Svájci Államszövetség Wallis kantonjának címerében, és Új-Zéland zászlajában és címerében is.
Vörös csillagot tartalmaznak a Hürlimann és a Heineken sörgyár, valamint a S. Pellegrino olasz ásványvíz egyes védjegyei.

## Története
Az ötágú csillag ősi jelkép, melyet a közel-keleti vallások (a zsidó és a keresztény is) arra használtak, hogy megjelenítse azt az eretnek gondolatot, hogy a szent(ség) az emberiségben rejlik. Ez volt az oka, hogy Marx és Engels – mint radikális humanisták – kedvelték ezt a csillagot. Vörös színűre festették, és ezzel a „küzdelemben” hullajtott vért szimbolizálják, és azt is, hogy minden ember vére ugyanolyan, tekintet nélkül rasszokra, nemre és osztályra.
A vörös csillag jelképként való első alkalmazására nézve többféle elmélet is napvilágot látott. Az egyik szerint először azok az – elsősorban orosz – szociáldemokraták kezdték jelvényként viselni, akik az első világháború kitörése után is kitartottak a nemzetköziség elve mellett.
A vörös csillag történetét kutatva megtalálhatjuk azt az első világháború utáni Szovjet-Oroszországban, ahol számos politikai mozgalom volt a polgárháború és intervenció időszakában, elterjesztőjének személye azonban ismeretlen. A leginkább elfogadott nézet szerint, a német és osztrák frontokról 1917 Moszkvájába érkezett katonák összekeveredtek a helyben szolgálatot teljesítőkkel. Hogy megkülönböztessék a moszkvaiakat, a helyőrséget a visszaérkezők tömegétől, a tisztek fém csillagokat osztottak szét katonáik között, hogy azokat a sapkájukon viseljék. Amikor a katonák csatlakoztak a Vörös Hadsereghez és a bolsevikokhoz, a csillagjaikat vörösre  – a szocializmus színére – festették, és így tulajdonképpen megalkották a vörös csillagot.
Egy másik ismert történet szerint a vörös csillag elterjesztése Trockij és Nyikolaj Krilenko állítólagos találkozásához köthető. Krilenko, aki eszperantista volt, a kabátja hajtókáján zöld csillagot viselt. (Az ötágú, zöld csillag többek között az eszperantó nyelv és kultúra szimbóluma.) Trockij érdeklődött a csillag jelentése után, és azt a magyarázatot kapta, hogy a csillag ágai az öt kontinenst szimbolizálják. Trockij ezt hallva, úgy döntött, hogy az ehhez igen hasonló vörös csillagot kellene viselniük a Vörös Hadsereg katonáinak.
A vörös csillag a Szovjetunió jelképévé vált, kissé elvonatkoztatva pedig a kommunizmusé. A Szovjetunióban az egyik legfontosabb szimbólum lett, minden állami intézményt, díjat, kitüntetést ezzel „díszítettek”. A csillagban, vagy alatta, néha sarlót és kalapácsot is ábrázoltak. 1930-ban megalapították a Vörös Csillag Érdemrendet, amelyet a Vörös Hadsereg és a szovjet haditengerészet csapatai/alakulatai kapták, akik rendkívüli szolgálatot tettek a Szovjetunióért háborúban és békében egyaránt. A vörös csillag használata gyorsan terjedt más kommunista országokban és szervezetekben is.
Számos kommunista ország átvette, és ráhelyezte saját zászlajára valamint címerére. Szeparatista és szocialista mozgalmak hasonlóképp cselekedtek, például a katalán függetlenségi mozgalmak is (Estelada zászló).
Ahogy a vörös csillag, mint szimbólum keleten is terjedt, úgy változott is. Míg egyes államok megtartották olyannak, amilyen az eredetileg is volt, mások sárga csillagot használtak vörös alapon, ám lényegét tekintve a szimbolika természetesen nem változott. A ma már nem létező Távol-keleti Köztársaság is ezüst csillagot választott magának, de csak a címerében, a Kínai Népköztársaság zászlóján szintén 5 sárga csillagot látunk vörös alapon. Az ellenpélda Észak-Korea, ahol megtartották a vörös színű csillagot.
1970-ben alakult meg hivatalosan a Vörös Hadsereg Frakció (RAF). A RAF magát városi gerillacsoportként definiálta, és ez volt a háború utáni Nyugat-Németország legaktívabb szélsőbaloldali terrorista szervezete. Leginkább ismert jelképük a vörös csillag volt egy Heckler & Koch MP5-ös géppisztollyal. A RAF 1970-től 1998-ig működött, számos akcióért volt felelős, különösen aktív volt 1977 őszén, amikor tevékenysége nemzeti krízishelyzethez vezetett. Az időszak „német ősz” néven vált ismertté. A RAF 30 éve alatt elkövetett 34 gyilkosságért – beleszámítva a másodlagos célpontokat is, mint a sofőrök és testőrök – és számos rongálásért, bűncselekményért tehető felelőssé.

## Használata ma a nagyvilágban
Az orosz hadseregben, és több olyan országban, mely korábban a Szovjetunió tagállama volt, még ma is használatban van a vörös csillag a katonák uniformisán és felszerelésén. Az egykor kommunista pártok vezette államokban ma is számos sportklub jelképének része a vörös csillag, vagy egyenesen arról kapta nevét, mint például a belgrádi Crvena Zvezda és a lipcsei Roter Stern.
Vörös csillag van a mexikói zapatista mozgalom, a Zapatista Nemzeti Felszabadító Hadsereg (spanyolul Ejército Zapatista de Liberación Nacional, EZLN) zászlaján is. Az EZLN egy fegyveres, de erőszakellenes forradalmi csoport Chiapas központtal Mexikóban, mely nevét a mexikói forradalmár, Emiliano Zapata után kapta. Az EZLN zászlaját (fekete alapon vörös csillag) egyébként még előttük használta egy amerikai forradalmi szocialista rock együttes, a Rage Against the Machine. Az együttes szóban az EZLN-t és más szocialista szervezeteket is támogat.
A vörös csillagot választotta jelképéül a Munkáspárt Brazíliában, és ezt használja a dél-afrikai szegénynegyedek (kunyhó)lakóinak mozgalma is, az Abahlali baseMjondolo is.
Több, korábban szovjet megszállás alatt élő országban (például Magyarország, Litvánia), a vörös csillag, a sarló és kalapács tiltott önkényuralmi jelképnek minősül, csakúgy mint a náci szvasztika (horogkereszt) vagy az SS jele. Hasonló törvénytervezet létezett Észtországban is, de végül megbukott egy parlamenti bizottságban, azzal az indoklással, hogy bevezetése túl súlyos lenne az alkotmányban garantált szabadságjogokra, legfőképpen a szólásszabadságra nézve.

### Nem politikai jellegű használat
A vörös csillag számos egyéb, nem politikai szimbólumként is feltűnik, terméklogóként látható például a Heineken sör, a Sanpellegrino ásványvíz, a Macy's áruházlánc, vagy a Milky Way csokoládé emblémájában, ezen kívül országok, tartományok zászlóiban is előfordul, mint például Új-Zéland zászlajában. Az Omega együttes nevét, 1968-as angliai turnéjuk idejére változtatták meg kereskedelmi megfontolásból. Nagylemezük Omega Red Star from Hungary címmel jelent meg a Deccánál.

## Magyarországon
A vörös csillagot a Magyarországi Tanácsköztársaság hivatalos címereként használta. Az 1956-os forradalom felkelői már a forradalom első napjaiban sokfelé eltávolították a jelképet a középületekről, még a falvakban is. A forradalom leverését követő Kádár-rendszerben visszakerült a hivatalos közhasználatba, bár kisebb hangsúllyal. 

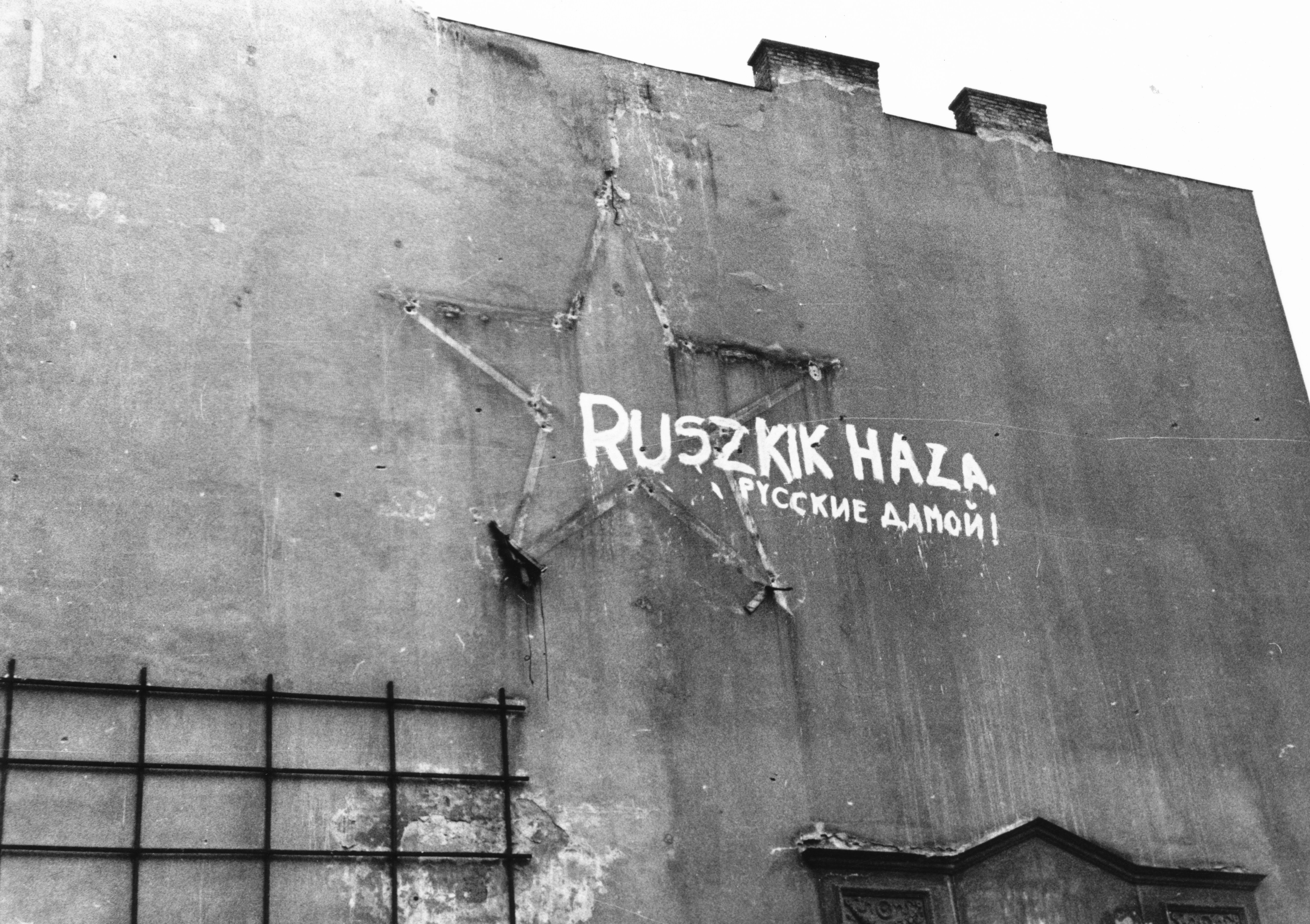
Egy budapesti tűzfalról eltávolított vörös csillag helye az 1956-os forradalom napjaiban

A szocialista rendszer végének idején, 1989–1990-ben megkezdődött hivatalosan is eltávolítása a közterületekről. A rendszerváltás után, 1993-ban Magyarországon törvénnyel tiltották be a vörös csillag használatát, az ismeretterjesztő és művészeti használata azonban megengedett maradt.
Az önkényuralmi jelkép betiltásával azonban nem volt összhangban, hogy a magyar bíróság – korábbi ítéletét megváltoztatva – 2009-ben felmentette Vajnai Attilát, a Magyarországi Munkáspárt 2006 akkori elnökhelyettesét önkényuralmi jelkép viselésének vádja alól, miután az Emberi Jogok Európai Bírósága 2008. július 8-án hozott döntésében kimondta: a magyar bíróság korábbi ítélete miatt sérült a szabad véleménynyilvánításhoz való joga.
2013-ban módosították az önkényuralmi jelképek tilalmáról szóló a törvényt, eszerint már nem elég az önkényuralmi jelképek – úgy mint a vörös csillag – puszta használata a bűncselekmény elkövetéséhez, annak a köznyugalom megzavarására alkalmas – különösen az önkényuralmi rendszerek áldozatainak emberi méltóságát vagy kegyeleti jogát sértő – módon kell megtörténnie.
2017. március 13-án Lázár János, a harmadik Orbán-kormány miniszterelnökségi minisztere és Semjén Zsolt KDNP-elnök közösen nyújtottak be törvényjavaslatot, amely az önkényuralmi jelképek kereskedelmi célú hasznosítását tiltaná. A javaslat mögött egyes vélemények szerint a Heineken sörgyár romániai termékvitája állt, mely az ottani Igazi Csíki Sör nevű sör miatt robbant ki nem sokkal korábban, és amivel kapcsolatban Lázár segítséget ígért a Csíki Sör gyártójának és bojkottra szólított fel a Heinekennel szemben. A Heineken logójában vörös csillag szerepel, amely azonban már jóval a kommunizmus térnyerése előtt is használatban volt, mint a sörfőzés szimbóluma. Jogilag azonban kétséges egy ilyen törvény alkalmazhatósága, ha az önkényuralmi jelképnek is minősíthető szimbólum csupán terméklogóként vagy dekorációként funkcionál és nincs mögötte politikai tartalom – ahogy erről a hatályos jogszabály is rendelkezik. Az ügyhöz tartozik, hogy 2014-ben a második Orbán-kormány stratégiai együttműködési szándéknyilatkozatot írt alá a Heinekennel, és akkor a kormány részéről még nem merült fel gond a cég logójával szemben. Bár a Heineken és a Csíki Sör gyártója végül megegyezett, a magyar kormány ettől függetlenül elküldte a törvényjavaslatot az Európai Bizottság notifikációs eljárására.

## Az irodalomban
- Ady Endre: A csillagok csillaga (1907)

## Galéria

Vörös csillag a szovjet zászlón
„Rákosi-címer”
„Kádár-címer”
Jugoszlávia zászlaja
A KGST zászlaja
A RAF logója
Az EZLN zászlaja
Új-Zéland zászlaja
A svájci Wallis/Valais kanton címere
Vörös csillag a Heineken cég logójában
Az amerikai Macy's áruházlánc logója
Az Estelada zászló vörös csillagos változata

## Külső hivatkozások
- Ma már hihetetlennek tűnik, de egykor vörös csillagba borult az egész ország – 24.hu, 2023. február 25.